# 帖佐バスストップ
帖佐バスストップ（ちょうさバスストップ）は鹿児島県姶良市西餅田の九州自動車道にある高速バス専用のバス停留所である、一般には「高速帖佐（こうそくちょうさ）」と呼ばれる。

## 歴史
- 1973年12月13日 - 九州自動車道薩摩吉田インターチェンジ - 加治木インターチェンジ間開通により設置。

## 停車するバス
※下り線側は鹿児島市内行きの降車のみに使用されており、下り線側から乗車できる路線はない。
| 路線愛称           | 運行会社                                                     | 上り線側方面                                   |
| ------------------ | ------------------------------------------------------------ | ---------------------------------------------- |
| 桜島号             | 鹿児島交通 南国交通 鹿児島交通観光バス JR九州バス 西日本鉄道 | 福岡（天神高速BT・博多BT）                     |
| 南九号             | 南九州観光バス                                               | 福岡（キャナルシティ博多）                     |
| きりしま号         | 鹿児島交通 南国交通 九州産交バス                             | 人吉IC・益城・熊本（桜町BT・熊本駅・西部車庫） |
| 空港リムジン       | 鹿児島交通                                                   | 鹿児島空港                                     |
| エアポートシャトル | 南国交通                                                     | 鹿児島空港                                     |

## 隣
E3 九州自動車道
(25)加治木IC -帖佐BS - (25-2)桜島SA/スマートIC

## 近隣する一般道路
- 国道10号
- 県道391号下手山田帖佐線